# SuperClasico
Il SuperClasico, in precedenza noto anche come Derby di Los Angeles o El Clásico Angelino, era la rivalità calcistica che intercorreva tra le due franchigie della Major League Soccer con base a Los Angeles, gli L.A. Galaxy e il Chivas USA. I derby si sono disputati tra il 2005, anno d'ingresso del Chivas USA nella lega, ed il 2014, suo ultimo anno di militanza. Il nome di questa rivalità nacque come una chiara allusione a El Súper Clásico messicano tra Club América e Chivas Guadalajara e al Superclásico argentino tra Boca Juniors e River Plate.
È stato storicamente dominato dai Galaxy, che hanno totalizzato ben 22 vittorie su 34 incontri, a fronte di soli 4 successi del Chivas.

## Sommario
| Anno   | Vincitore          | Vittorie Galaxy | Pareggi | Vittorie Chivas |
| ------ | ------------------ | --------------- | ------- | --------------- |
| 2005   | Los Angeles Galaxy | 5               | 0       | 0               |
| 2006   | Los Angeles Galaxy | 2               | 1       | 1               |
| 2007   | Chivas USA         | 1               | 1       | 2               |
| 2008   | L.A. Galaxy        | 1               | 2       | 0               |
| 2009   | L.A. Galaxy        | 3               | 2       | 0               |
| 2010   | L.A. Galaxy        | 2               | 0       | 0               |
| 2011   | L.A. Galaxy        | 2               | 0       | 0               |
| 2012   | L.A. Galaxy        | 2               | 0       | 1               |
| 2013   | L.A. Galaxy        | 2               | 1       | 0               |
| 2014   | L.A. Galaxy        | 2               | 1       | 0               |
| Totale |                    | 22              | 8       | 4               |